# ロビン・ムーア
ロビン・ムーア(Robin Moore、1925年10月31日 - 2008年2月21日)はアメリカ合衆国の作家・小説家、陸軍特殊部隊「グリーン・ベレー」の元隊員。映画『グリーン・ベレー』の原作者である。また、「グリーン・ベレーのバラード」の共同作詞者でもある。

## 来歴
マサチューセッツ州ボストンで生まれ、コンコードで育つ。第二次世界大戦時にはアメリカ陸軍航空隊の機関銃手として戦い、その後ハーバード大学を卒業。テレビ番組制作の仕事を経て父親が経営するホテル会社に入社し、カリブ海でホテル業を営む傍らフィデル・カストロの初期を記録したノンフィクション『The Devil To Pay』を執筆した。
1960年には、カリブ海のジャマイカでトレジャーハンターのハワード・ジェニングス（Howard Jennings）と出会った。以後、彼の冒険のいくつかに参加することになる。
ジェニングスの初めてのトレジャーハンティングにムーアも同行した。ジェニングスはジャマイカの小さな島、モラント諸島に「海賊の隠し財宝」が埋められているとして実際に現地に向かった。しかし、当時の金属探知機は海水の成分に反応してしまうような代物だったので、海にほど近いモラント諸島では探知機が誤作動を起こしてしまい、まともな探索活動を行うことはできなかった。
ジェニングスとムーアは有名な冒険家のF・A・ミッチェル＝ヘッジスに関する伝説を聞いてホンジュラスのロアタン島に向かったこともある。
ハーバード大学の同級生ロバート・F・ケネディと友人であったことから、アメリカ陸軍特殊部隊であるグリーン・ベレーへの取材を許可され、自らグリーン・ベレーの訓練を受ける。その後、ムーアは第5特殊部隊群に配属され、南ベトナムに派遣された。この時の体験をもとに書かれた『グリーン・ベレー』はベストセラーとなり、映画化され、ムーアは国際的な評価を得ることになった。
また、国際的な麻薬密売ルートと戦うNY市警の刑事を描いたノンフィクション本『フレンチ・コネクション』も、後に『フレンチ・コネクション』として映画化された。
コスタリカ東部のジャングルでは、地元の老人が古代文明の墓から発掘し自分の家の近くに埋めて隠したという出土品をジェニングスと共に探した。2人は老人の家屋跡にて見事目当ての財宝を発見した。それは、人間やカエルを象った金細工だった。
しかし、2人の帰路には財宝目当ての武装集団が待ち構えていた。ムーアはグリーン・ベレー時代のゲリラ戦術で武装集団を制圧することを思い付いたが、そのような芸当は手元に銃がない状態では不可能だった。結局は付近を流れる川を下っていって武装集団から逃れた。2人は財宝をロンドンへ密輸して6万8000ドルの大金に変えた。
作家業以外にもムーアはローデシア軍に所属するアメリカ人義勇兵のコミュニティである「クリプルド・イーグルズ(片端の鷲達)」を作り、また、ローデシアの政治運営が人種差別ではないという主張を行っていた。
2004年にアフガニスタン紛争でのウサマ・ビン・ラディン捕縛作戦を描いた『The Hunt for Bin Laden』を出版するが、グリーン・ベレーの元隊員(実際は予備役特殊部隊群の武器調達係)を自称するジャック・イデマ(Jack Idema、のちにアフガニスタン内にて私的な対テロ活動を行い、拷問行為で逮捕)が協力したことからリアリティを欠く描写が多く見られる作品となり批判を受け、同作は絶版となった。しかし、ムーア自身の米軍特殊部隊からの信望は残ることになった。
2008年、長い闘病生活を経て死去した。